# Ga Sindap
Ga Sindap là ga trên chi nhánh Seongsu của Tàu điện ngầm Seoul tuyến 2.
Nhà ga này nằm ở Yongdap-dong, Seongdong-gu, Seoul.

## Bố trí ga
| Yongdu ↑  |
| \| N/B    |
| ↓ Yongdap |

| Hướng Nam | ●Tuyến nhánh Seongsu | ← Hướng đi Yongdap · Seongsu       |
| Hướng Bắc | ●Tuyến nhánh Seongsu | → Hướng đi Yongdu · Sinseol-dong → |